# Oedaleus interruptus
Oedaleus interruptus är en insektsart som först beskrevs av Kirby, W.F. 1902.  Oedaleus interruptus ingår i släktet Oedaleus och familjen gräshoppor. Inga underarter finns listade i Catalogue of Life.